# Промышляды (Поставский район)
Промышляды (белор. Прамышляды) — деревня в Новосёлковском сельсовете Поставского района Витебской области Белоруссии. Население — 6 человек (2019).

## География
Деревня расположена в 14 км от города Поставы и в 5 км от центра сельсовета.

## История
В начале XX века — в Маньковичской волости Вилейского уезда Виленской губернии.
В 1905 году- застенок, 15 жителей и 291 десятина земли.
В результате советско-польской войны 1919—1921 гг. деревня оказалась в составе Срединной Литвы.
С 1922 года — в составе Лучайской гмины Дуниловичского повета Виленского воеводства Польши (II Речь Посполитая).
В сентябре 1939 года деревня была присоединена к БССР силами Белорусского фронта РККА.
С 15 января 1940 года — в Новосёлковском сельсовете Поставского района. Вилейской области БССР.
В 1941 году — 18 дворов, 60 жителей.
С 16.07.1954 года — в Юньковском сельсовете.
В 1963 году — 16 дворов, 44 жителя, начальная школа.
С 27 сентября 1991 года — в Лукашовском сельсовете.
С 24 августа 1992 года — в Новосёлковском сельсовете.
В 2001 году — 11 дворов, 19 жителей, в колхозе имени Суворова.